# Zilan-Massaker
Das Zilan-Massaker oder Zilantal-Massaker (Kurdisch: Komkujiya Zîlan oder Komkujiya Geliyê Zîlan, türkisch Zilan Katliamı oder Zilan Deresi Katliamı oder Zilan Kırımı oder Zilan Deresi Kırımı) bezeichnet ein Massaker an Kurden während der Ararat-Aufstände.
Es fand in der Zilanschlucht (auch Zeylântal) in Erciş (Provinz Van) im Juli 1930 vor der dritten Araratoffensive (7.–14. September 1930) des IX. Türkischen Korps unter Ferik (Generalleutnant) Salih Omurtak statt. Gemäß der Cumhuriyet starben etwa 15.000 Menschen, aber nach Hesen Hişyar Serdî (Teilnehmer am Ararataufstand und Schriftsteller) wurden 47.000 Menschen getötet. und nach dem armenischen Wissenschaftler Garo Sasuni starben 5.000 Leute. Nach dem Berliner Tageblatt zerstörten die Türken in der Gegend von Zilan 220 Dörfer und massakrierten 4.500 Frauen und Greise.

## Hintergrund
Nach dem Scheich-Said-Aufstand im September 1925 bereitete die türkische Regierung einen Reformplan für die Osttürkei vor. Dieser Şark Islahat Planı brachte eine besondere Verwaltungsart mit einem Generalinspektor für die Region mit. Kurdische Aristokraten und religiöse Führer wurden in andere Teile der Türkei deportiert. Mit dem Gesetz für den Transfer bestimmter Personen (tr: Bazı Eşhasın Şark Menatıkından Garp Vilâyetlerine Nakillerine Dair Kanun) vom 17. Juli 1927 wurde der zu deportierende Personenkreis ausgeweitet.
Am 5. Oktober 1927 gründeten in Beirut verschiedene Organisationen wie die Kürdistan Teali Cemiyeti, Kürt Millet Fırkası, Comité de l’indépendance kurde, Kurdische Liga, Daschnakzutjun und mit anderen geflüchteten kurdischen Intellektuellen die Organisation Xoybûn. Die Xoybûn entschied den ehemaligen Offizier der osmanischen und türkischen Armee Ihsan Nuri Pascha als General an den Ararat zu schicken, um den dortigen Aufstand zu unterstützen. Die Aufständischen riefen die Republik Ararat aus und ernannten den Stammesführer der Celalî Îbrahîm Heskê Têlî zum Gouverneur. Die Xoybûn wandte sich wegen Hilfe an die ausländischen Staaten und an den Völkerbund.

## Entscheidung des Kabinetts
Am 9. Mai 1928 erließ die türkische Regierung das Amnestiegesetz und damit Amnestie für alle oppositionellen Kurden, die bereit waren die Regierung anzuerkennen. Aber die Versuche der türkischen Regierung, sinnvolle Verhandlungen zu beginnen, scheiterten, und so beschloss die türkische Regierung, direkte Verhandlungen mit Ihsan Nuri Pascha zu führen, was aber vergebens war.
Am 29. Dezember 1929 führte Mustafa Kemal (Atatürk) die Kabinettssitzung, an der auch Generalstabschef Fevzi Çakmak und der I. Generalinspektor des Ostens Ibrahim Tali (Öngören) teilnahmen. Mit dem Entscheid Nr. 8692 beschloss die Regierung eine militärische Operation für den Juni 1930.

## Befehl der Militärführung

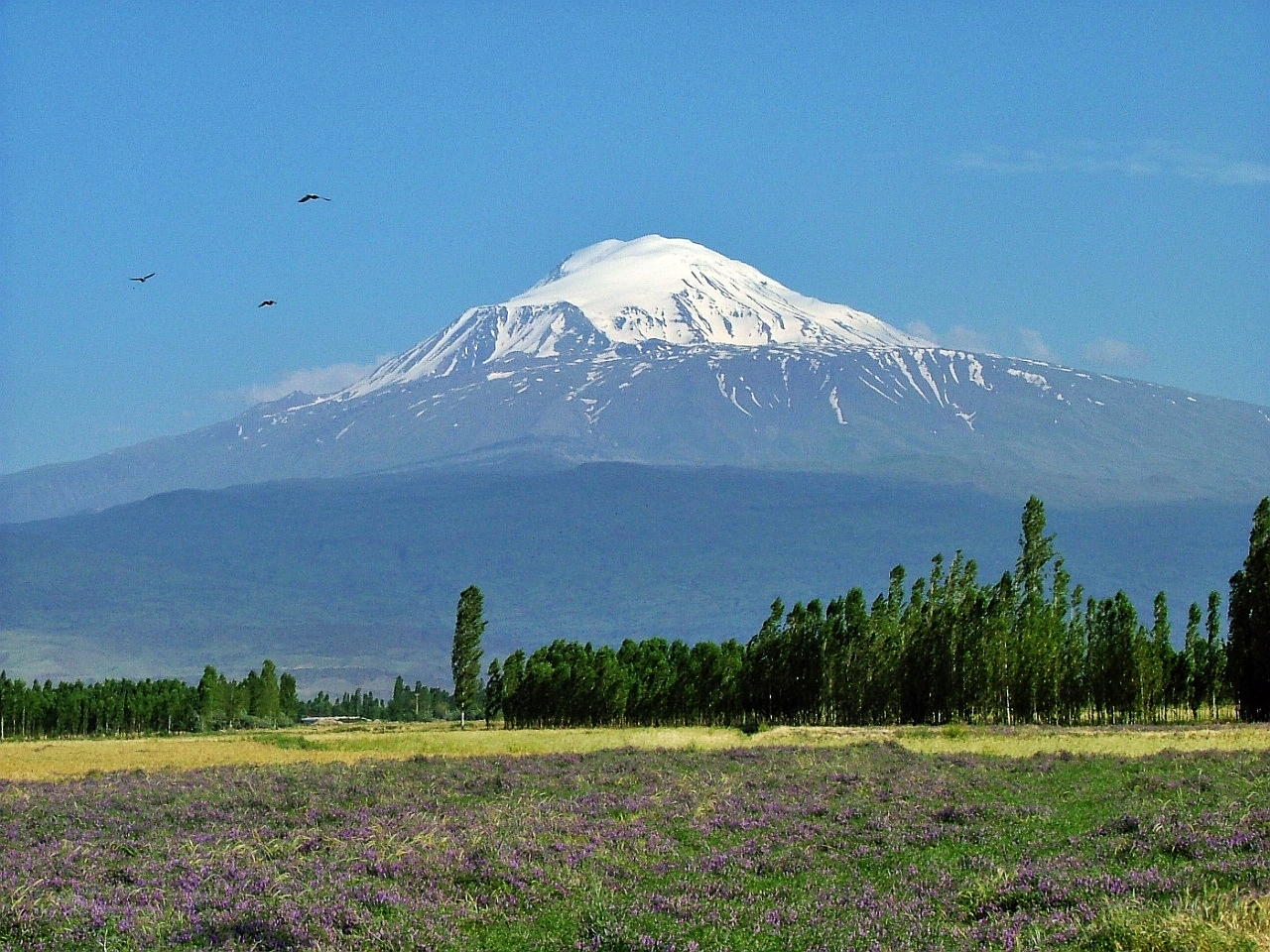
Der Ararat von Iğdır aus gesehen.

Am 7. Januar 1930 schickte der Generalstab dem IX. Korps den Text des Kabinettsbeschlusses:
- Dörfer der Rebellen zwischen Bulakbaşı und Şıhlı Köyü und Rückzugsplätze sollen besetzt werden. Die Rebellen sollen von der Versorgung abgeschnitten werden.
- Nach der Reinigung der Distrikte von den Banditen soll die Armee Richtung Berg Ararat marschieren und unterwegs Garnisonen errichten.
- Nur die mobile Jandarma soll im Winter zwischen 1930 und 1931 vor Ort bleiben. Im Bereich der Gendarmerie sollen außer ihr keine Zivilisten bleiben.
- Wenn die Rebellen von Nahrung und Unterkunft abgeschnitten sind, werden sie sich verteilen oder sich in den Iran zurückziehen. Dann soll das Problem mit dem Iran gelöst werden.
- Die Operation wird in der letzten Woche des Juni 1930 und vor der Erntesaison beginnen.
- Der Kommandeur des IX. Korps wird die militärische Operation leiten.

## Verschiebung der Araratoffensive

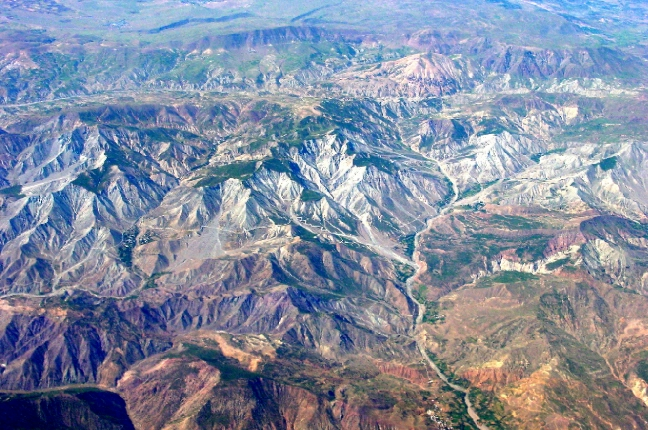
Berge in der Nähe von Van.

Am 18. März 1930 wurde Salih (Omurtak) zum Kommandeur des IX. Korps ernannt (bis 8. Mai 1934). Am 11. Juni 1930 kam es zu ersten Gefechten. Xoybûn appellierte um Hilfe für die Kurden in Kurdistan. Das führte dazu, dass die Türkei gezwungen war, ihre Offensive zu verschieben.
Zwischen dem 19. und 20. Juni 1930 überquerten Hunderte von Rebellen die türkisch-persische Grenze und kappten die Telegrafenlinie zwischen Çaldıran und Beyazıt. Mehr als hundert davon überfielen das Zentrum von Zeylan und die Jandarmastation. Ihre Stammesgenossen des Landkreises Zeylan schlossen sich ihnen an.
Nach Salih Paschas offiziellem Bericht vom 2. Juli 1930 über die Situation nördlich des Vansees hielten sich etwa 350–400 Rebellen im Gebiet von Patnos auf. Alle Dorfbewohner unterstützten sie. Etwa 400 Rebellen unter der Führung von Seyt Resul standen im Zeylangebiet. Auch hier unterstützen alle Dorfbewohner die Rebellen. Im Çaldırangebiet hielten sich wohl unter Yusuf Abdal Führung 400 Rebellen auf.

## Massaker

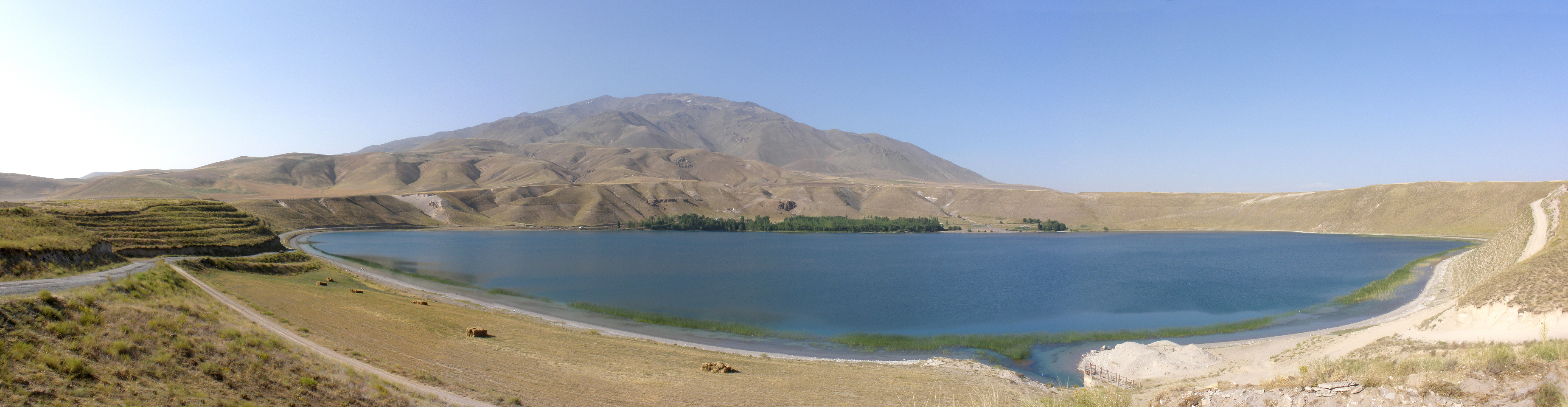
Der Süphan Dağı mit dem Aygır-See im Vordergrund.

Die türkische Armee benutzte für die Säuberungsaktion am 8. Juli 1930 zwei Korps (VII. und IX.) und 80 Flugzeuge.
Im Allgemeinen wird das Datum des Massaker mit dem 13. Juli 1930 angegeben, doch Yusuf Mazhar, Sonderkorrespondent der Cumhuriyet, der meistgelesenen türkischen Tageszeitung in 1930–1940er Jahren, berichtete, dass am 12. Juli 1930 die Säuberung der Bezirke Erciş, Süphan Dağı und Zeylan komplett abgeschlossen war.
Die 44 niedergebrannten Dörfer in der Zilanschlucht waren: Hesenebdal (Hasanabdal), Axs (Eqis, Doluca), Şarbazar (Şehirpazar), Doxancî (Doğancı), Tendûrek (Gergili), Çaxirbeg (Çakırbey), Îlanlî (Yılanlı), Harhus, Babazik (Aksakal), Komir (Kömür), Şor (Taşkapı), Şorik, Merşîd (Mürşit), Mescidlî (Mescitli), Qerekilîse (Işbaşı, Sabanbüken), Gunduk (Kündük), Zorava (Yöreli), Eryatîn (Aryutin), Kevan (Hallaçköy), Qoçkoprî (Koçköprü), Kurûçem (Çemê Ziwa, Kuruçem), Milk (Mülk), Yekmal û Kilîse (Yalındam), Gosk, Partaşa Jêrîn (Aşağı Partaş ), Partaşa Jorîn (Yukarı Partaş), Binesi, Bunizi, Pilaqlî, Keix, Sigûdlî (Söğütlü), Mığare, Qardoxan (Kardoğan), Kele (Evbeyli), Ûstekar (Ağırkaya), Sivar (Süvarköy), Qizîlkilîse (Kızılkilise), Ziyaret, Hiraşen, Qomik, Şeytanava, Birhan (Bürhan) und Yukarı Koçköprü. Die Dorfbewohner wurden aneinander gebunden und mit Maschinengewehrsalven getötet.
Nach Angaben der Tageszeitung Cumhuriyet vom 16. Juli 1930 wurde rund 15.000 Menschen getötet und der Fluss Zilan war bis zu seiner Mündung mit Leichen gefüllt.
Das britische Auswärtige Amt berichtet:

„Die Überzeugung hier ist, dass der türkische "Erfolg" in der Nähe von Erciş und Zilan wirklich nur über ein paar bewaffnete Männer und einen großen Prozentsatz von Nichtkombattanten gewonnen worden ist.“

## Nachwirkungen
Am 31. August 1930 veröffentlichte die Tageszeitung Milliyet eine Erklärung des türkischen Ministerpräsidenten İsmet İnönü:

„In diesem Land hat nur die türkische Nation das Recht ethnische und rassische Rechte zu fordern. Jedes andere Element hat kein solches Recht. Sie [die Aufständischen] sind östliche Türken und wurden von unbegründeter Propaganda getäuscht und haben schließlich ihren Weg verloren.“

Nach dem Massaker wurde der Besitz der Getöteten an regierungstreue Kurden gegeben. Am Zusammenfluss der Flüsse Zilan und Hacıderi wurde eine Jandarmawachstation errichtet und sonstige Bebauung verboten. 1980 wurde das Gebiet wieder zu Besiedlung freigegeben und afghanische Flüchtlinge dort angesiedelt.

## Kulturelle Einflüsse
Yaşar Kemal, der einer der führenden Schriftsteller der Türkei ist, erfuhr vom Massaker, als er in den 1950ern als Journalist die Region bereiste. Er beschrieb die Massaker in seinem Roman Deniz Küstü (dt.: Zorn des Meeres) von 1978. Der Protagonist des Romans Selim Balıkçı hatte als Soldat an der Araratoffensive teilgenommen, wurde dann im Gesicht verletzt und zur Behandlung ins Cerrahpaşa nach Istanbul gebracht.

## Das Zilan-Massaker und Zensur
Im August 2009 wurden die Journalisten der Nachrichtenagentur Dicle Haber Ajansı, Ercan Oksuz und Oktay Candemir, zu 6 Monaten Gefängnis verurteilt. Sie hatten Interviews mit Zeitzeugen geführt.